# Maria Natanael Golacik
Józef Maria Natanael Golacik (ur. 1918, zm. 1984) – polski duchowny mariawicki, biskup Kościoła Katolickiego Mariawitów.
Jako kapłan w 1950 był kandydatem na przewodniczącego rady przełożonych Kościoła Katolickiego Mariawitów. Ostatecznie na funkcję tę został wybrany przeważającą większością głosów Maria Rafael Wojciechowski, który faktycznie funkcję zwierzchnika pełnił już od 1949 roku.
Sakrę biskupią przyjął 25 listopada 1956 od świeżo wyświęconego na biskupa Marii Rafaela Wojciechowskiego. Współkonsekratorem był Helmut Norbert Maas z Pozajurysdykcyjnego Zakonu Mariawitów w Niemczech.
Zmarł w 1984. Pochowany został na cmentarzu mariawickim w Pepłowie.